# Jacqueline Doyen
Jacqueline Doyen (* 14. Februar 1930 in Paris; † 3. September 2006 in Mantes-la-Jolie, Département Yvelines) war eine französische Schauspielerin.

## Leben
Doyen spielte seit 1956 in über 70 Spielfilmen und TV-Serien mit, wobei ihre aktivste Zeit die Jahre von 1973 bis 1989 darstellten. Anfang der 1990er Jahre zog sich Doyen von Film und Fernsehen zurück. Insbesondere in Frankreich war sie bekannt für ihre Komödien, beispielsweise mit Regisseur Michel Audiard (Comment réussir quand on est con et pleurnichard, 1973).

## Filmografie (Auswahl)
- 1956: Hinter verschlossenen Türen (Le Salaire du péché)
- 1960: Zazie (Zazie dans le métro)
- 1962: Privatleben (Vie privée)
- 1972: Sex-shop
- 1974: Der große Blonde mit dem blauen Auge (Juliette et Juliette)
- 1977: Die kleinen Pariserinnen (Diabolo menthe)
- 1978: Dr. med. Françoise Gailland (Docteur Françoise Gailland)
- 1979: Damit ist die Sache für mich erledigt (Coup de tête)
- 1983: Entre Nous – Träume von Zärtlichkeit (Coup de foudre)
- 1983: Ein Opa kommt selten allein (Better Late Than Never)
- 1984: Der Märchenprinz (The Frog Prince)
- 1988: Chouans! – Revolution und Leidenschaft (Chouans!)